# Castell (Familienname)
Castell ist ein deutscher Familienname.

## Namensträger
- Albrecht zu Castell-Castell (1925–2016), deutscher Land- und Forstwirt und Bankier
- Albrecht Friedrich Carl zu Castell-Castell (1766–1810), deutscher Landesherr
- Alexander Castell (1883–1939), Schweizer Schriftsteller
- Anton-Wolfgang Graf von Faber-Castell (1941–2016), deutscher Unternehmer und Manager
- August Franz Friedrich zu Castell-Remlingen (1705–1767), deutscher Landesherr
- Bertram Castell (auch: Bertram Graf zu Castell-Rüdenhausen; * 1932), deutsch-österreichischer Maler, Zeichner und Bildhauer
- Carl zu Castell-Castell (Offizier, 1801) (1801–1850), deutscher Oberst
- Carl zu Castell-Castell (Offizier, 1897) (1897–1945), deutscher Oberstleutnant und Oberhaupt der Familie Castell-Castell
- Caroline Gräfin von Faber-Castell-Gotzens (* 1961), deutsch-schweizerische Unternehmerin
- Christian Adolf Friedrich Gottlieb zu Castell-Remlingen (1736–1762), deutscher Landesherr
- Christian Friedrich Carl zu Castell-Remlingen (1730–1773), deutscher Landesherr
- Clementine zu Castell-Rüdenhausen (1912–2008), deutsche Jugendführerin
- Diethelm von Castell († 1343), Abt der Benediktinerabteien Petershausen und Reichenau
- Edmund Castell (1606–1685), englischer Orientalist, siehe Edmund Castle
- Frederik von Castell (* 1989), deutscher Medienjournalist
- Friedrich I. zu Castell († um 1251), Herrscher der Grafschaft Castell
- Friedrich II. zu Castell († um 1349), Herrscher der Grafschaft Castell
- Friedrich III. zu Castell († um 1376), Herrscher der Grafschaft Castell
- Friedrich IV. zu Castell (um 1435–um 1498), Herrscher der Grafschaft Castell
- Friedrich zu Castell-Castell (1874–1919), deutscher Verwaltungsjurist
- Friedrich Carl zu Castell-Castell (1864–1923), Fürst zu Castell-Castell
- Friedrich Ludwig zu Castell-Castell (1791–1875), deutscher Politiker und Gutsbesitzer
- Friedrich Ludwig Carl Christian zu Castell-Rüdenhausen (1746–1803), deutscher Landesherr und Mäzen
- Friedrich Magnus zu Castell-Remlingen (1646–1717), deutscher Landesherr und Generalfeldmarschall
- Florentine von Castell (* 1939), deutsche Schauspielerin und Hörspielsprecherin
- Georg I. zu Castell (1467–1506), deutscher Landesherr der Grafschaft Castell
- Georg II. zu Castell (1527–1597), deutscher Landesherr der Grafschaft Castell und Diplomat
- Georg Friedrich zu Castell-Rüdenhausen (1600–1653), deutscher Landesherr der Grafschaft Castell
- Gustav zu Castell-Castell (1829–1910), deutscher Generalleutnant und Hofbeamter
- Heinrich II. zu Castell († um 1307), Herrscher der Grafschaft Castell
- Heinrich IV. zu Castell (1525–1595), deutscher Domherr, Diplomat und Herrscher der Grafschaft Castell
- Hermann I. zu Castell († um 1289), Herrscher der Grafschaft Castell
- Hermann II. zu Castell († um 1331), Herrscher der Grafschaft Castell
- Hermann III. zu Castell (um 1311–um 1365), Herrscher der Grafschaft Castell

- Johann zu Castell (1468–1528), Herrscher der Grafschaft Castell
- Johann Anton Castell (1810–1867), deutscher Maler
- Johann Euchar Schenk von Castell (1625–1697), deutscher Geistlicher, Bischof von Eichstätt
- Johann Friedrich zu Castell-Rüdenhausen (1675–1749), Herrscher der Grafschaft Castell-Rüdenhausen
- Karl Friedrich Gottlieb zu Castell-Remlingen (1679–1743), deutscher Landesherr
- Konrad zu Castell (1519–1577), deutscher Landesherr und Hofbeamtert
- Leonhard zu Castell († um 1426), von 1399 bis zu seinem Tod Herrscher der Grafschaft Castell
- Ludwig Friedrich zu Castell-Remlingen (1707–1772), Herrscher der Grafschaft Castell
- Margarete von Castell († 1491/1492), Pröpstin des Stifts Essen
- Otto zu Castell-Castell (1868–1939), deutscher Generalmajor
- Patricia Castell (1926–2013), argentinische Schauspielerin
- Philipp Gottfried zu Castell-Rüdenhausen (1641–1681), deutscher Landesherr
- Rolf Castell (Schauspieler) (1921–2012), deutscher Schauspieler
- Rolf Castell (Mediziner) (* 1937), deutscher Psychiater
- Roland Graf von Faber-Castell (1905–1978), deutscher Unternehmer
- Rosamaria Alberdi Castell (* 1951), spanische Politikerin und Hochschullehrerin.
- Rupert I. zu Castell († um 1223), Herrscher der Grafschaft Castell
- Rupert II. zu Castell († um 1234), Herrscher der Grafschaft Castell
- Siegfried Fürst zu Castell-Rüdenhausen (1916–2007), deutscher Land- und Forstwirt, Jagdfunktionär und Unternehmer
- Siegfried Friedrich Kasimir zu Castell-Rüdenhausen (1860–1903), deutscher Jurist und Diplomat
- Wilhelm I. zu Castell († 1399), deutscher Landesherr
- Wilhelm II. zu Castell († um 1479), Herrscher der Grafschaft Castell
- Wolfgang I. zu Castell (1482–1546), Herrscher der Grafschaft Castell
- Wolfgang II. zu Castell-Remlingen (1558–1631), Herrscher der Grafschaft Castell
- Wolfgang Dietrich zu Castell-Remlingen (1641–1709), deutscher Graf und Landesherr
- Wolfgang Georg I. zu Castell-Remlingen (1610–1668), deutscher Landesherr
- Wolfgang Georg II. zu Castell-Remlingen (1694–1735), deutscher Landesherr
- Wulf-Diether Graf zu Castell-Rüdenhausen (1905–1980), deutscher Pilot und Luftverkehrsmanager
- Vincent Castell (* 1992), französischer Bobfahrer